# Perrengue (série de televisão)
Perrengue é uma série de televisão brasileira de Renata Fraga e Tatiana de Lamare em coprodução da MTV (Brasil) com República Pureza Filmes. Com treze episódios, a série é uma selfie sem filtro de tudo o que pode envolver a entrada na vida adulta: sexo, drogas, trabalho, família, aborto e relações livres. As gravações ocorreram entre o início de novembro até dezembro de 2016. Em 1 de agosto de 2018 foi anunciada uma segunda temporada, porém em 2019 os planos foram abortados, uma vez que os atores estavam envolvidos em outros projetos.
Conta com Mariana Molina, Guilherme Dellorto e Vinícius Redd nos papeis principais.

## Enredo
Pérola (Mariana Molina) é uma artista plástica tentando se estabelecer; Miguel (Guilherme Dellorto) é um advogado recém-formado que não consegue lidar com sua síndrome do pânico; já Cadu (Vinícius Redd) nunca se encontrou na vida e tenta descobrir quem ele é. Os três  amigos são inseparáveis desde a adolescência e, agora com 25 anos, tem que lidar com a vida adulta e os perrengues de cuidar de si mesmos quando vão morar juntos em um casarão.

## Episódios
| Temporada | Temporada | Episódios | Exibição Original    | Exibição Original    |
| Temporada | Temporada | Episódios | Estreia              | Final                |
| --------- | --------- | --------- | -------------------- | -------------------- |
|           | 1         | 13        | 21 de agosto de 2017 | 3 de outubro de 2017 |

## Elenco

### Principal
| Ator               | Personagem                      |
| ------------------ | ------------------------------- |
| Mariana Molina     | Pérola Prado                    |
| Guilherme Dellorto | Miguel Assis                    |
| Vinícius Redd      | Carlos Eduardo de Castro (Cadu) |
| Christiana Ubach   | Letícia Bizantino               |
| Giovana Echeverria | Carol de Castro                 |
| Bruno Ferrari      | Tiago                           |
| Rafael Sieg        | Thomaz                          |